# Théâtre du Tertre
Théâtre du Tertre je bývalé divadlo, které se nacházelo na adrese 81 Rue Lepic v 18. obvodu ve čtvrti Montmartre. Bylo to nejvýše položené divadlo v Paříži a divadlo, kde se svými experimenty debutoval Eugène Ionesco.
V roce 1983 ho zcela přestavěl nový majitel, režisér Claude Lelouch. V roce 2018 divadlo koupila jeho dcera Salomé Lelouch přejmenovala jej na Théâtre Lepic .

## Historie
Divadlo otevřeli 13. prosince 1954 spisovatel Georges Charaire a režisér Pierre Sonnier. Své hry zde uváděl Charairův přítel Eugène Ionesco.
Po nich divadlo v letech 1959–1975 provozovali režisér Pierre Arnaudeau a herečka Fabiène Mai, ale divadlo zkrachovalo. V roce 1982 se rozhodl ho koupit režisér Claude Lelouch.
V roce 1983 bylo otevřeno nejprve pod názvem Studio 13, poté Ciné 13 Théâtre a divadelní sál byl přestavěn. Vchod byl umístěn na druhé straně budovy Avenue Junot. V roce 2018 koupila divadlo od svého otce Salomé Lelouch a přejmenovala ho na Théâtre Lepic.